# Passiflora peduncularis
Passiflora peduncularis Cav. – gatunek rośliny z rodziny męczennicowatych (Passifloraceae Juss. ex Kunth in Humb.). Występuje naturalnie w Peru. 

## Morfologia
PokrójZdrewniałe, trwałe, owłosione liany.
LiściePotrójnie klapowane, ścięte u podstawy, prawie skórzaste. Mają 3,5–9 cm długości oraz 5–13,5 cm szerokości. Ząbkowane, z ostrym wierzchołkiem. Ogonek liściowy jest owłosiony i ma długość 10–25 mm. Przylistki są owalne o długości 5–22 mm.
KwiatyPojedyncze. Działki kielicha są podłużnie lancetowate, zielonkawo-białe, mają 3–5,5 cm długości. Płatki są podłużnie lancetowate, białozielonkawe, mają 2,7–5 cm długości. Przykoronek ułożony jest w ośmiu rzędach, biały, ma 1–3 mm długości.
OwoceSą kulistego kształtu. Mają 3–4 cm średnicy.

## Biologia i ekologia
Występuje w lasach na wysokości 2500–3500 m n.p.m.